# Le Mas-d'Azil
Le Mas-d'Azil (okcitansko Lo Mas d'Asilh) je naselje in občina v južnem francoskem departmaju Ariège regije Jug-Pireneji. Leta 2012 je naselje imelo 1.199 prebivalcev.

## Geografija
Naselje se nahaja v pokrajini Languedoc ob reki Arize, 30 km severozahodno od središča departmaja Foix.

## Uprava
Le Mas-d'Azil je sedež istoimenskega kantona, v katerega so poleg njegove vključene še občine La Bastide-de-Besplas, Les Bordes-sur-Arize, Camarade, Campagne-sur-Arize, Castex, Daumazan-sur-Arize, Fornex, Gabre, Loubaut, Méras, Montfa, Sabarat in Thouars-sur-Arize s 4.193 prebivalci.
Kanton je sestavni del okrožja Pamiers.

## Zanimivosti
- cerkev sv. Štefana iz 18. stoletja, zgrajena na ostankih nekdanje benediktinske opatije, ustanovljene leta 1286 (v sklopu bastide),
- muzej prazgodovine,
  - jama grotte du Mas-d'Azil, naseljena v različnih obdobjih prazgodovine; po njej je poimenovana prazgodovinska kultura Azilien (obdobje med poznim paleolitikom in zgodnjim mezolitikom).